# Monte San Pietro
Monte San Pietro is een gemeente in de Italiaanse metropolitane stad Bologna (regio Emilia-Romagna) en telt 10.758 inwoners (31-12-2004). De oppervlakte bedraagt 74,7 km², de bevolkingsdichtheid is 139 inwoners per km².

## Demografie
Monte San Pietro telt ongeveer 4486 huishoudens. Het aantal inwoners steeg in de periode 1991-2001 met 35,8% volgens cijfers uit de tienjaarlijkse volkstellingen van ISTAT.
| Jaar | Inwoneraantal |
| ---- | ------------- |
| 1991 | 7568          |
| 2001 | 10.280        |

## Geografie
De gemeente ligt op ongeveer 112 meter boven zeeniveau.
Monte San Pietro grenst aan de volgende gemeenten: Marzabotto, Sasso Marconi, Valsamoggia en Zola Predosa.